# جورج كارو
جورج هاينريش كارو (11 يناير 1872 -12 نوفمبر 1963) عالم آثار ألماني، معروف بأبحاثه في الثقافتين الموكيانية والإترورية. كان مديرًا للمعهد الأثري الألماني في أثينا مرتين، حيث نقب في موقع تيرينز الموكياني ومعبد أرتميس في كورفو. نشر كارو، وهو زميل لفيلهلم دوربفيلد، الذي عمل مع هاينريش شليمان في تروي، النتائج من حفريات شليمان في دائرة القبور إيه في موكناي، وهو عمل يعتبر أكبر مساهمة له في هذا العلم.
تلقى كارو تعليمه في فقه اللغة في البداية، ثم أصبح مهتمًا بعلم الآثار عندما كان طالبًا على يد جورج لويشكي في جامعة بون. بعد حصوله على درجة الدكتوراه من بون في عام 1896، سافر كارو على نطاق واسع في منطقة البحر الأبيض المتوسط، وطور اهتماماته بالحضارة الموكيانية، والإترورية، وتعليقات الكتاب المقدس القديمة. درّس لفترة وجيزة في بون بين عامي 1902 و1905، قبل أن ينتقل إلى المعهد الأثري الألماني في أثينا بصفته نائبًا لدوربفيلد. اشتهر بأسلوبه المهذب وطلاقته في العديد من اللغات، وأصبح على اتصال جيد بالدوائر الدولية لعلم الآثار اليوناني، وحافظ على استحسان كل من العائلتين الملكيتين اليونانية والألمانية. أدت قوميته الألمانية الصريحة إلى فصله من المعهد الأثري الألماني في عام 1916: وأمضى بعض الوقت في الإمبراطورية العثمانية، حيث عمل على الحفاظ على التراث الثقافي وارتبط بجهود مختلفة للاستيلاء على المصنوعات اليدوية القديمة وإحضارها إلى ألمانيا.
لم يحظَ بشعبية لدى الحكومة المدعومة من دول الوفاق التي حكمت اليونان بعد الحرب العالمية الأولى، بسبب آراءه، وتولى منصبًا أكاديميًا في جامعة هاله، والذي شغله حتى عام 1930. في ذلك العام، عاد إلى أثينا باعتباره مديرًا للمعهد الأثري الألماني. على الرغم من أنه من أوائل المؤيدين للحكومة النازية في ألمانيا، فقد أُجبر كارو على ترك منصبه في عام 1936 بسبب معاداة السامية ضد أسلافه اليهود. في عام 1939، هرب إلى الولايات المتحدة، بدعم من زملاء أمريكيين بما في ذلك كارل بليغن وبيرت هودج هيل، وحصل على سلسلة من الأستاذية الزائرة في جامعة سينسيناتي، وكلية أوبرلين وكليات كليرمونت. ومع ذلك، فقد اتُهم أيضًا بالتعاون مع النظام النازي: على الرغم من عدم وجود دليل قاطع على هذا الادعاء، فقد حُرم من الجنسية الأمريكية وأدرِج على أنه «أجنبي معاد». عاد إلى ألمانيا عام 1952، وأصبح أستاذًا فخريًا في جامعة فرايبورغ.

## مهنة علم الآثار

### بداية حياته المهنية والفترة الأولى في أثينا
في عام 1902، حصل كارو على تأهيله في بون، وانتقل إلى هناك للتدريس باعتباره (محاضرًا خاصًا دون حقوق أو وضع الأستاذ الكامل). انتقل في عام 1905 إلى أثينا لتولي منصب، بناءً على توصية لوشكا، بصفته السكرتير الثاني للمعهد الأثري الألماني في أثنيا، مندوبًا عن عالم الآثار فيلهلم دوربفيلد. أصبح محررًا لمجلة أتينشي ميتايلوغن (أخبار من أثينا)، وهي مجلة أثرية نشرها المعهد الأثري الألماني، وشغل هذا المنصب حتى عام 1924.
منذ عام 1909، تخلى دوربفيلد، الذي بلغ سن التقاعد وهو خمسة وخمسون عامًا، عن معظم واجباته كمدير من أجل التركيز على أبحاثه الخاصة في أعمال هوميروس. اعترِف بكارو عمومًا باعتباره الشخصية الرئيسية للمعهد والمدير الفعلي منذ تلك اللحظة فصاعدًا. لقد رفض وظيفة في جامعة جيسن خلال هذه الفترة. ردًا على ذلك، قدم المعهد الأثري الألماني طلبًا إلى تيوبالت فون بتمان هولفيغ، مستشار ألمانيا، لمنح كارو لقب أستاذ، ووافق على ذلك. حصل كارو على لقب المدير بعد تقاعد دوربفيلد رسميًا في 31 ديسمبر 1911. عُين ضابطًا في وسام فرانز جوزيف النمساوي بعد ذلك بوقت قصير.
في اليونان، أجرى كارو حفريات أثرية في تيرينز (من عام 1910) ومعبد أرتميس في كورفو. أصبح أيضًا على اتصال وثيق بالبلاط الألماني فيلهلم الثاني، الذي أصبح مهتمًا بعمل كارو في تيرينز وكورفو والذي زاره كارو كثيرًا في أخيليون، القصر الصيفي للقيصر في كورفو. في عام 1911، حصل كارو على 10,000 مارك (عملة ألمانية) من فيلهلم لصالح ميزانية المعهد الأثري الألماني، وهو ما برره للقيصر كوسيلة أساسية لضمان «المكانة الوطنية» الألمانية من خلال تحقيق التكافؤ مع المدارس الأثرية الأجنبية الأخرى في اليونان. حافظ كارو على علاقات وثيقة مع مديري هذه المعاهد، وخاصة موريس هولو من المدرسة الفرنسية، وبيرت هودج هيل من المدرسة الأمريكية، وآلان واس من المدرسة البريطانية في أثينا. شارك أيضًا في تقليد في المدرسة البريطانية في أثينا، تحت إدارة روبرت كار بوسانكيه 1900-1906، للمحاضرات الكوميدية التي ألقيت في أمسيات الشتاء: حضر في ثياب أنثوية، بينما جاء أعضاء آخرون في المعهد الأثري الألماني يرتدون زي التماثيل.
أصبح كارو المفضل لدى صوفيا من بروسيا، أخت فيلهلم الثاني، التي تزوجت قسطنطين الأول لتصبح ملكة اليونان في عام 1913. خلال حرب البلقان الأولى 1912-1913، عرض كارو الطابق الأول غير المستخدم من مبنى المعهد لاستخدامه مستشفى للضباط اليونانيين الجرحى، واعترِف بهذه الخدمة بتعيينه قائد وسام المُخلّص، وهو أعلى وسام استحقاق في اليونان، في عام 1915. بين عامي 1912 و1933، عمل على نشر نتائج التنقيب في دائرة القبور إيه في موكناي، التي قام بها هاينريش شليمان وباناغيوتيس ستاماتاكيس بين عامي 1876 و1877: وُصف هذا المنشور لاحقًا بأنه أعظم مساهمة لكارو في العلم. أسس عمل كارو العلاقات الزمنية للاكتشافات الموجودة في دائرة القبر إيه، وبالتالي سمح ببدء الدراسة المنهجية للثقافة المادية الموكيانية.

### الحرب العالمية الأولى وما بعدها
أثناء الحرب العالمية الأولى، بقي كارو في أثينا وعمل على معارضة المشاعر القوية المعادية لألمانيا السائدة في الصحافة اليونانية والرأي العام. حرر مجلة مؤيدة لألمانيا وعارض ما يسمى «بالدعاية الفظيعة» التي نشرها الحلفاء حول ألمانيا وحلفائها العثمانيين. في لقاء صدفة مع ويس في يوم عيد الميلاد عام 1914، أقر كارو ببقائه عضوًا في المدرسة البريطانية في أثينا ومواصلة العضوية الفخرية للبريطانيين في المعهد الأثري الألماني، لكن علاقة المعهد الرسمية مع المدرسة، وكذلك علاقاته الشخصية مع ويس وعلماء الآثار البريطانيين الآخرين، ستكون «معلقة» حتى نهاية الحرب. بين عامي 1914 و1916، احتل مكتب الدعاية المنشأ حديثًا التابع لوزارة الخارجية الألمانية غرفًا في المعهد، وقدم لهم كارو المساعدة، وخاصة بعمله كمترجم.
قبل وقت قصير من عيد الميلاد عام 1915، اكتشف المنقبون في تيرينز مرجلًا مليئًا بالأشياء الثمينة، بما في ذلك خاتم مينوان من القرن الخامس عشر قبل الميلاد، أودِع في أساسات منزل في «المدينة السفلى» بالموقع خلال فترة الهلاسية المتأخرة في الجزء الثالث من المرحلة الثالثة من هذه الفترة (نحو 1180 قبل الميلاد بعد تدمير الموقع في أواخر العصر البرونزي).
لم يكن كارو حاضرًا للاكتشاف (المعروف باسم «كنز تيرين»)، حفره بدايةً عالم الآثار اليوناني أبوستولوس أرفانيتوبولوس، الذي كان متمركزًا في المنطقة كضابط احتياطي في الجيش اليوناني والذي دعا كارو للعودة ودراسة الاكتشافات معه. نقب كارو عن مكان البحث في سبتمبر 1916 وفسر الاكتشاف على أنه نهب كدسه لصوص القبور، وهو رأي حظي بالقبول الفوري والعالمي تقريبًا في المجتمع الأثري، على الرغم من أن المزيد من الدراسة في أواخر القرن العشرين وأوائل القرن الحادي والعشرين قد أشارت إلى أن التكديس كان إما محاولة لإخفاء سلع ثمينة أو إيداع طقوسي لها.